# Комутація (телекомунікації)
Комута́ція — процес з'єднання абонентів комунікаційної мережі через транзитні вузли.
Комунікаційні мережі повинні забезпечувати зв'язок своїх абонентів між собою. Абонентами можуть бути ЕОМ, сегменти локальних мереж, факс-апарати або телефонні співбесідники. Як правило, в мережах загального доступу неможливо надати кожній парі абонентів власну фізичну лінію зв'язку, якою вони могли б монопольно «володіти» і використовувати в будь-який час. Тому в мережі завжди використовується певний спосіб комутації абонентів, який забезпечує розподіл наявних фізичних каналів між декількома сеансами зв'язку і між абонентами мережі.
Кожен абонент з'єднаний з комутаторами індивідуальною лінією зв'язку, закріпленою за цим абонентом.
Лінії зв'язку налагоджені між комутаторами розділяються декількома абонентами, тобто використовуються спільно.

## Технології комутації
Загальний термін «комутація» використовується для чотирьох різних технологій:

### Конфігураційна комутація
В основі конфігураційної комутації лежить пошук відповідності між конкретним портом комутатора певним сегментом мережі. Ця відповідність може програмно налаштовуватися програмно про підключені або переміщені користувача в мережі.

### Комутація кадрів
При комутації кадрів використовуються кадри мереж Ethernet, Token Ring тощо. Кадр, при надходженні в мережу, обробляється першим комутатором на його шляху. Під терміном "обробка" розуміється вся сукупність дій, які здійснюються комутатором для визначення свого вихідного порту, на який необхідно направити даний кадр. Після обробки він передається далі мережею наступному комутатору або безпосередньо отримувачу.

### Комутація комірок
В технології АТМ також застосовується комутація, але в ній одиниці комутації носять назву комірок. Перетворення між кадрами і комірками дозволяє абонентам в мережах Ethernet, Token Ring тощо безпосередньо взаємодіяти з пристроями АТМ. Ця технологія застосовується при емуляції локальної мережі.

## Види комутації
Існує чотири принципово різні схеми комутації абонентів в мережах:
Комутація каналів(КК, англ. circuit switching) — організація складного каналу через декілька транзитних вузлів з декількох послідовно «з'єднаних» каналів на час передачі повідомлення в межах одного сеансу (тимчасова комутація) або на триваліший термін (постійна/довготривала комутація) у випадку постійного використання протягом часу заданого адміністратором.
Комутація повідомлень(КС, англ. message switching) — розбиття інформації на повідомлення, які передаються послідовно до найближчого транзитного вузла, який при отриманні повідомлення аналізує його заголовок і передає далі таким же способом. Приклад: комутація TCP-пакетів.
Комутація пакетів(КП, англ. packet switching) — розбиття повідомлення на пакети, які передаються індивідуально. При цьому, якщо маршрут руху пакетів між вузлами попередньо визначений, то мова йде про віртуальний канал (з встановленим з'єднанням). Приклад: комутація IP-пакетів. Якщо ж для кожного пакета задача знаходження шляху вирішується заново, мова йде про способи пакетної комутації без встановлення з'єднання.
Комутація комірок(КЯ, англ. cell switching) — схожа з комутацією пакетів, але при комутації комірок пакети завжди мають фіксований розмір.

## Комутація в локальних мережах передачі даних
Технологія комутації сегментів Ethernet була запропонована фірмою Kalpana в 1990 році  у відповідь на зростаючі потреби в підвищенні пропускної здатності зв'язків високопродуктивних серверів із сегментами робочих станцій. Структурна схема комутатора EtherSwitch, запропонованого фірмою Kalpana. Кожен з 8 портів 10Base-T обслуговується одним процесором пакетів Ethernet - ЕРР (Ethernet Packet Processor). Крім того, комутатор має системний модуль, який координує роботу всіх процесорів ЕРР. Системний модуль веде загальну адресну таблицю комутатора і забезпечує управління комутатором по протоколу SNMP. Для передачі кадрів між портами використовується комутаційна матриця, яка подібна тим портам, які працюють у телефонних комутаторах або мультипроцесорних комп'ютерах, з'єднуючи кілька процесорів з декількома модулями пам'яті. Комутаційна матриця працює за принципом комутації каналів. Для 8 портів матриця може забезпечити 8 одночасних внутрішніх каналів при напівдуплексному режимі роботи портів і 16 - при повнодуплексному, коли передавач і приймач кожного порту працюють незалежно один від одного.
При надходженні кадру в якийсь порт процесор ЕРР буферизує декілька перших байт кадру, щоб прочитати адресу призначення. Після отримання адреси призначення процесор відразу ж приймає рішення про передачу пакета, не чекаючи приходу інших байтів кадру. Для цього він переглядає свій власний кеш адресної таблиці, а якщо не знаходить там потрібної адреси, звертається до системного модуля, який працює в багатозадачному режимі, паралельно обслуговуючи запити всіх процесорів ЕРР. Системний модуль робить перегляд загальної адресної таблиці і повертає процесору знайдений рядок, який той буферизує в своєму кеші для подальшого використання. Після знаходження адреси призначення процесор ЕРР знає, що потрібно далі робити з отриманим кадром (під час перегляду адресної таблиці процесор продовжував буферизацію байтів кадру, що надходили в порт). Якщо кадр потрібно відфільтрувати, процесор просто припиняє записувати в буфер байти кадру, очищає буфер і чекає надходження нового кадру. Якщо ж кадр потрібно передати на інший порт, то процесор звертається до комутаційної матриці й намагається встановити в ній шлях, що зв'язує його порт з портом, через який йде маршрут до адреси призначення. Комутаційна матриця може це зробити тільки в тому випадку, коли порт адреси призначення в цей момент вільний, тобто не з'єднаний з іншим портом. Якщо ж порт зайнятий, то, як і в будь-якому пристрої з комутацією каналів, матриця в з'єднанні відмовляє. У цьому випадку кадр повністю буферизується процесором вхідного порту, після чого процесор очікує звільнення вихідного порту й створення комутаційною матрицею потрібного шляху.
Після того як потрібний шлях установлений, в нього направляються буферізовані байти кадру, які приймаються процесором вихідного порту. Як тільки процесор вихідного порту отримує доступ до підключеного до нього сегмента Ethernet по алгоритму CSMA / CD, байти кадру відразу ж починають передаватися в мережу. Процесор вхідного порту постійно зберігає декілька байт прийнятого кадру в своєму буфері, що дозволяє йому незалежно й асинхронно приймати і передавати байти кадру.

## Комутація в міських телефонних мережах
Міська телефонна мережа - це сукупність лінійних та станційних споруд. Мережа, що має одну АТС, називається нерайонованою. Лінійні споруди такої мережі складаються тільки з абонентських ліній. Типове значення ємності такої мережі 8-10 тисяч абонентів. При великих ємностях через різке збільшення довжини АЛ(абонентських ліній) доцільно переходити на районовання побудованої мережі. У цьому випадку територія міста ділиться на райони, в кожному з яких споруджується одна районна АТС (РАТС), до якої підключаються абоненти цього району. З'єднання абонентів одного району здійснюється через одну РАТС, абонентів різних РАТС - через два. РАТС зв'язуються між собою з'єднувальними лініями в загальному випадку за принципом «кожна з кожною». Загальне число пучків між РАТС дорівнює кількості РАТС / 2. При зростанні ємності мережі число пучків СЛ, що зв'язують РАТС між собою за принципом «кожна з кожною», починає різко зростати, що призводить до надмірного зростання витрати кабелю і витрат на організацію зв'язку, і тому при ємностях мережі понад 80 тисяч абонентів застосовують додатковий комутаційний вузол. В такій мережі зв'язок між АТС різних районів здійснюється через вузли вхідного повідомлення (ВВП), а зв'язок всередині свого вузлового району (ВР) здійснюється за принципом «кожна з кожною» або через свій ВВП.

## Просторова комутація
Блок просторової комутації часових каналів (БПК) виконує перенесення кодового слова певного КІ(канальний інтервал) в однойменний КІ інших ЦЛ. У загальному випадку БПК складається з управляючого пристрою і з комутаційної матриці, в горизонталь якої включені вхідні (ВхЛ), а у вертикаль – вихідні ЦЛ (ВЛ) (рис. 1.). Процес просторової комутації ілюструє рис. 2. 
Комутаційна матриця є комбінаційним автоматом з N інформаційними входами, М інформаційними виходами і N х М точками комутації, керованими від управляючих входів k, причому кількість останніх визначається типом елементів, на яких побудована комутаційна матриця (рис. 3).
Управляючою інформацією для БПК є адреси ВхЛ і ВЛ, які повинні бути скомутовані в заданому КІ. Ці адреси повинні бути занесені в управляючий пристрій БПК (УП) і зберігаються в ньому до закінчення з'єднання, тому УП будується на елементах, що запам'ятовують, і називається адресним запам’ятовувальним пристроєм (АЗП) або керуючою  пам'яттю (КП).
Управляючий пристрій керується блоком управління (БУ) вищого рівня шинами даних (ШД), шинами адреси (ША) і шинами управління (ШУ). Структура і об'єм пам'яті АЗП визначається побудовою комутаційної матриці і параметрами N і М. У разі реалізації матриці на електронних контактах 
(рис. 3, а) або на мікросхемах І-АБО (рис. 3, б) кожній точці комутації необхідний власний управляючий вхід, тому їхня кількість є N Х М. На кожний управляючий вхід подається один з n можливих часових сигналів, які визначають номер КІ, в якому повинна здійснюватися комутація.
Якщо ж комутаційна матриця реалізується на мультиплексорах МХ 
(рис. 3, в) або демультиплексорах DMX (рис. 3, г), то кількість управляючих входів зменшується, оскільки управляючі сигнали передаються ними в кодованому вигляді.
Незалежно від способу реалізації комутаційної матриці з'єднання між вхідними і вихідними ЦЛ повинні встановлюватися на тривалість канального інтервалу, тому на відповідну точку комутації управляючий сигнал потрібно подавати протягом заданого КІ. Звідси зрозуміло, що адреса точки комутації повинна бути записана в ту комірку АЗП, яка читається в цьому КІ. Кількість елементів пам'яті АЗП повинна збігатися з числом каналів n в комутованих цифрових трактах. Розмір комірки визначається способом реалізації комутаційної матриці і кількістю точок комутації. Звичайно АЗП розділяють на секції, кожна з яких керує певною групою точок комутації, закріплених за окремою ВЛ (рис. 4, б) або окремою ВхЛ (рис. 4, в) – відповідно розрізняють управління по виходах і управління по входах. У першому випадку в i-ту комірку k-ї секції АЗП (Клі) заноситься номер ВхЛ, яку потрібно скомутувати з k-ю ВЛ в i-му КІ. 
У разі реалізації комутаційної матриці на демультиплексорах секції АЗП закріплені за ВхЛ, а в комірки АЗП відповідно записують номери тих ВЛ, які повинні бути скомутовані з цією ВхЛ (див. рис. 3, г). 
Для прискорення комутації і, отже, пропускної здатності ЦКП застосовують паралельне (одночасне) передавання всіх r розрядів кодового слова. Відповідно швидкість передавання зростає в r раз. Реалізація паралельного передавання вимагає додаткового обладнання: послідовно-паралельних перетворювачів кодових слів на виході кожної ВхЛ і паралельно-послідовних – на вході кожної ВЛ.